# Luigi Maria Verzé
Luigi Maria Verzé (Illasi, 14 marzo 1920 – Milano, 31 dicembre 2011) è stato un presbitero e imprenditore italiano.
Verzé, già segretario di don Giovanni Calabria, è stato il fondatore dell'ospedale San Raffaele di Milano e presidente onorario, fino a pochi giorni prima della morte, della Fondazione Centro San Raffaele del Monte Tabor, di cui deteneva il controllo. È stato inoltre fondatore e rettore dell'Università Vita-Salute San Raffaele.
Nel 1964 la Curia milanese gli aveva irrogato «la proibizione di esercitare il Sacro ministero» e nel 1973 era stato sospeso a divinis. Entrambe le condanne sarebbero state in seguito revocate.

## Biografia
Si laurea in Lettere classiche e filosofia nel 1947 presso l'Università Cattolica del Sacro Cuore di Milano.
Viene ordinato sacerdote nel 1948. Diventa segretario di San Giovanni Calabria e su mandato di questi e del cardinale arcivescovo di Milano Ildefonso Schuster avvia nella città di Milano del dopoguerra diverse scuole di avviamento professionale per ragazzi di periferia e successivamente delle residenze sanitarie assistenziali per anziani.
Nel 1950 apre in collaborazione con San Giovanni Calabria un centro di assistenza all'infanzia abbandonata a Milano.
Nel 1964 gli viene comminata dalla Curia milanese «la proibizione di esercitare il Sacro ministero», «per un fatto burocratico: essendo della diocesi di Verona, non poteva dir messa in quella di Milano». Secondo diverse fonti nel 1973 sarebbe stato sospeso a divinis dalla stessa Curia ma le misure sarebbero state poi revocate. Secondo il giornalista de La Stampa Michele Brambilla però la sospensione a divinis di don Verzé sarebbe una leggenda metropolitana.

### La nascita e l'espansione dell'Opera San Raffaele

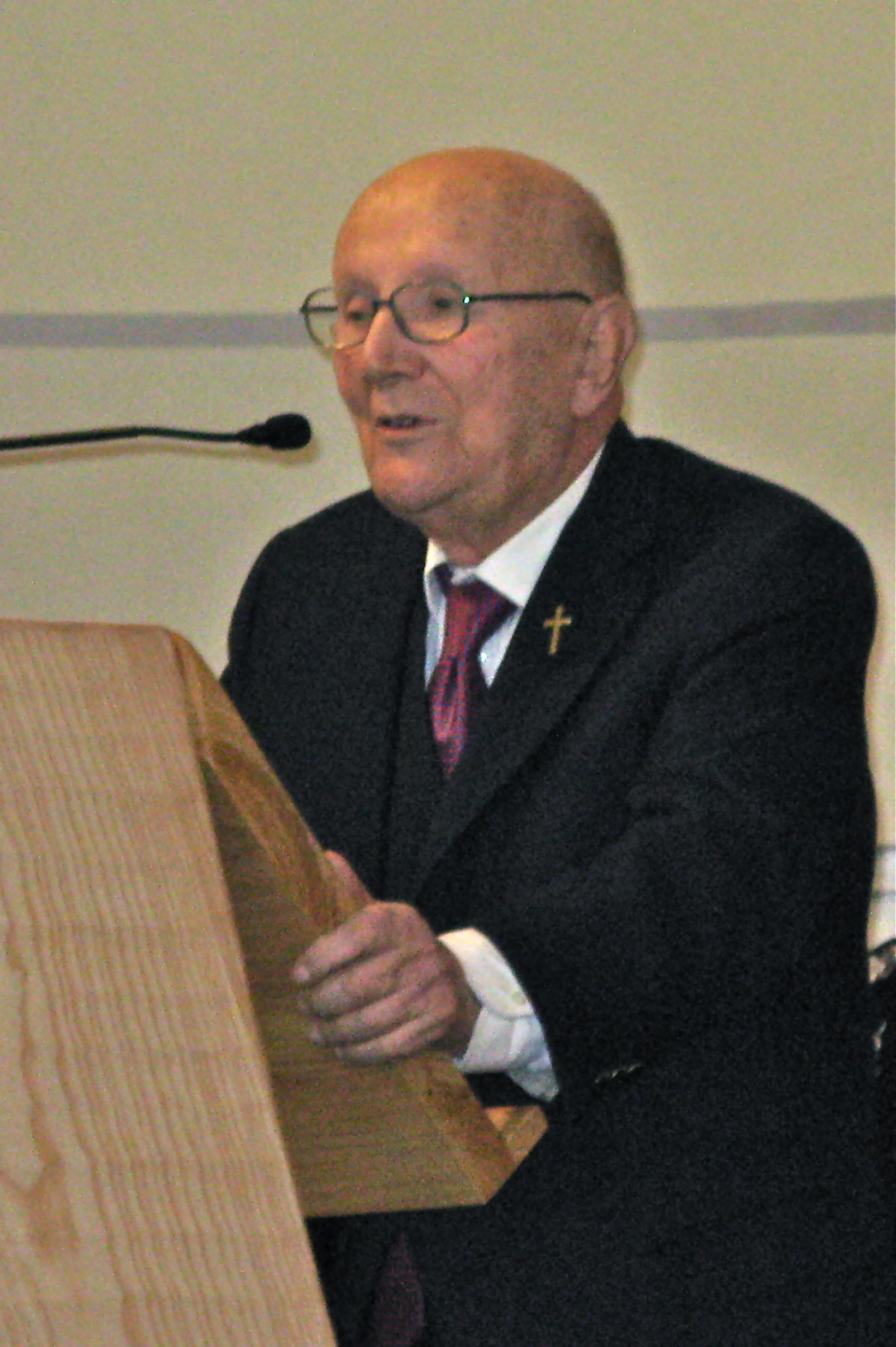
Don Luigi Verzé nel 2010.

Il 5 agosto 1958 don Luigi Verzé fonda a Milano, per divenirne presidente fino alla sua morte, l'"Associazione Centro di assistenza ospedaliera S. Romanello", oggi "Associazione Monte Tabor", ente senza fini di lucro, riconosciuto giuridicamente con DPR n. 115 del 19 gennaio 1962.
Il 15 aprile 1971 viene riconosciuta con DPR n. 308 la personalità giuridica della Fondazione di religione "Centro San Romanello del Monte Tabor" (destinata a diventare "Fondazione Centro San Raffaele del Monte Tabor"), con sede nel paese natale di don Verzé, Illasi. Questa fondazione, senza fini di lucro, sarà la grande holding proprietaria dell'Ospedale San Raffaele, che nei decenni si amplierà, anche con la proprietà di società per azioni come Laboraf S.p.A. (laboratori di diagnosi) e MolMed S.p.A. (ricerca in medicina molecolare), fino alla crisi del 2011.
Nel 1996 don Verzé affianca all'Ospedale San Raffaele l'Università Vita-Salute San Raffaele, di cui diviene magnifico rettore; mentre in precedenza il San Raffaele era uno dei poli ospedalieri convenzionati con l'Università degli studi di Milano, con il nuovo ateneo don Verzé rende autonoma la formazione dei propri studenti di Medicina. In seguito introdurrà anche le Facoltà di Filosofia e Psicologia.
Al vertice della struttura societaria di controllo delle svariate diramazioni dell'Opera San Raffaele, don Verzé pone nel 1966 l'"Associazione Sigilli", riconosciuta come associazione pubblica di fedeli dal vescovo di Verona l'8 dicembre 2000, «formata da persone che dedicano tutta l'intera vita per il compimento della
missione dell'Opera», racchiusa nel mottum evangelico "Andate, insegnate, guarite!". I membri dell'Associazione Sigilli, a cui è richiesto l'obbligo del celibato/nubilato, sono stati cresciuti da don Verzé già a partire dal 1964 in un periodo di formazione presso la "Casa sede Monte Tabor" a Illasi; in gran parte donne, essi hanno convissuto con don Verzé e contribuito con lui alla fondazione e all'amministrazione, fin ai massimi livelli, delle strutture dell'Opera; in particolare, tra i "sigilli storici",
- Gianna Zoppei è stata per lungo tempo a capo dell'Ospedale San Raffaele di Milano (direttore sanitario dal 1981, sovrintendente sanitario dal 1990 al 2011)[16];
- Raffaella Voltolini è direttore generale dell'Università Vita-Salute San Raffaele, dal 2011 controllata direttamente dall'Associazione Monte Tabor[17];
- Laura Ziller[13] è a capo dell'Hospital São Rafael di Salvador de Bahía (Brasile).

Se con il gruppo dei Sigilli don Verzé cura la gestione sanitaria e spirituale dell'Opera San Raffaele, la gestione più propriamente societaria e amministrativa del gruppo la condivide soprattutto con Mario Cal (1939-2011), imprenditore veneto che don Verzé conosce nel 1977, e a cui affida cariche sempre più ampie, fino alla vicepresidenza della Fondazione nel 1990 e alla nomina di successore alla guida dell'Opera il 14 marzo 2010 (novantesimo compleanno di don Verzé) – cosa che però non si realizzerà, in quanto Cal si suicida il 18 luglio 2011 nel suo ufficio al San Raffaele, nel contesto delle indagini giudiziarie sulla possibile bancarotta fraudolenta della Fondazione (vedi infra).

### La crisi del San Raffaele del 2011
Nel febbraio 2011 esplode la crisi finanziaria della Fondazione Monte Tabor, di cui don Verzé è ancora presidente con poteri amministrativi; al suo fianco, da 35 anni, l'imprenditore trevigiano Mario Cal. La crisi è dovuta a un indebitamento aziendale che, aumentato particolarmente nei tre anni precedenti, si è fatto insostenibile: oltre all'esposizione verso le banche per circa 300 milioni di euro, con l'ipoteca di tutti gli immobili del gruppo, risulta un debito verso i fornitori dell'ospedale dell'ordine di 500-600 milioni; il totale del debito, secondo alcune stime, supera il miliardo di euro. La crisi peggiora con il passare dei mesi: mentre i creditori richiedono decreti ingiuntivi per decine di milioni, visto anche il deficit di 60 milioni nel conto economico 2010 della Fondazione, si avvicina la crisi finale della liquidità.
La Fondazione richiede ad un ente di consulenza esterno, la Borghesi, Colombo ed Associati, la formulazione di un piano di risanamento, secondo il quale: le banche forniscono ulteriori prestiti per almeno 150 milioni, mentre i cespiti aziendali vengono suddivisi in core (ospedale, ricerca e didattica) e non core (di cui molti sono costantemente in deficit; tra essi, un albergo in Sardegna, delle piantagioni ortofrutticole in Brasile, una società neozelandese proprietaria di un aeromobile). L'accettazione del piano da parte delle banche è però condizionata dal ricambio dei vertici operativi della Fondazione.
Nel mese di giugno, la Fondazione avvia la ricerca di un partner economico forte, in grado di prendere il controllo della situazione. Si mostrano interessati a intervenire nella Fondazione: Giuseppe Rotelli, presidente del Gruppo San Donato, importante compagine privata di ospedali in Lombardia, e la Santa Sede rappresentata dal cardinale Tarcisio Bertone, tramite l'intermediazione di Giuseppe Profiti, presidente dell'Ospedale Bambino Gesù di Roma. Nel consiglio di amministrazione della Fondazione del 30 giugno 2011, si sceglie di affidarsi al Vaticano (anche perché a questa scelta è subordinata la donazione di un miliardo di euro a scopi di didattica e ricerca all'Università Vita-Salute San Raffaele da parte di una fondazione statunitense collegata in un certo modo al magnate George Soros, per l'ottenimento della quale si sono attivati Massimo Clementi, preside della Facoltà di Medicina, e Alberto Zangrillo, primario di Anestesia dell'ospedale).
L'intervento vaticano si estrinseca pochi giorni dopo nell'insediamento di un nuovo consiglio di amministrazione, in cui la Santa Sede detiene la maggioranza dei posti (consigliere Profiti, incaricato anche dei compiti operativi, insieme con il presidente dello IOR Ettore Gotti Tedeschi, l'ex presidente della Corte costituzionale Giovanni Maria Flick e l'imprenditore Vittorio Malacalza); del vecchio consiglio, rimane soltanto don Verzé, affiancato da due membri a rappresentanza della fondazione statunitense (lo stesso Clementi, con l'economista Maurizio Pini). In particolare, è stato estromesso il membro di lungo corso Mario Cal, in precedenza vicepresidente della Fondazione, che nella giornata del 18 luglio 2011 giunge a uccidersi con un colpo di pistola nel suo ex-ufficio presso la direzione della Fondazione.
Mentre il Tribunale di Milano, visto il degenerare della situazione, esamina la possibilità di presentare l'istanza di fallimento, il nuovo CdA ottiene una proroga fino al 15 settembre 2011 per la presentazione di un piano di ristrutturazione del debito e di risanamento aziendale; nonostante la proroga, la nuova direzione non consegna ancora alla Procura di Milano il piano di concordato preventivo. Perciò il 29 settembre viene diffusa la notizia della presentazione dell'istanza fallimentare per la Fondazione, con un'udienza fissata per il 12 ottobre; il CdA assicura che, prima di quella data, avrà definito il piano di salvataggio. Intanto, però, iniziano le indagini penali della Procura circa il reato di bancarotta fraudolenta (sospettato anche grazie ai documenti trovati nell'ufficio del suicida Cal), con l'iscrizione al registro degli indagati della vecchia dirigenza aziendale.

### La morte
Ricoverato alle 2.30 di sabato 31 dicembre 2011 nell'unità coronarica del San Raffaele per "l'aggravarsi della sua situazione cardiaca", don Luigi Verzé muore alle 7.30 di quel giorno. La notizia del decesso è stata data dal portavoce dell'Irccs, Paolo Klun, secondo il quale le ultime vicende (inchieste) sul "San Raffaele" potrebbero aver aggravato il già compromesso stato di salute di don Verzé.
Prima di essere esposto al pubblico omaggio, la Direzione del San Raffaele chiama l'artista bergamasco Giovanni Bonaldi per realizzare il calco del volto di don Verzé col progetto di fare una scultura. Dopo una presenza nella camera ardente allestita nel Ciborio della "Basilica San Raffaele" – il palazzo-simbolo del complesso di via Olgettina – nella mattinata del 2 gennaio 2012, le spoglie di don Verzé sono state trasportate al suo paese natale, Illasi, dove Giuseppe Zenti, vescovo di Verona (diocesi a cui don Verzé non ha mai smesso di appartenere) ha celebrato i funerali. La tumulazione è avvenuta nella cappella dell'Associazione Monte Tabor a Illasi, in attesa della collocazione nella sede scelta da don Luigi Verzé stesso: la Chiesa "Madonna della Vita", presso l'Ospedale San Raffaele di Milano.

## Procedimenti giudiziari

### Condanna per tentata corruzione
Nel marzo 1976 è stato condannato dal Tribunale di Milano ad un anno e quattro mesi di reclusione per tentata corruzione in relazione alla convenzione con la facoltà di medicina dell'Università degli studi di Milano e la concessione di un contributo di due miliardi di lire da parte della Regione Lombardia.

### Condanne per abuso edilizio
Nel 1998 il Tribunale di Milano condannò due volte don Verzé per abusi edilizi risalenti al novembre 1995: nello specifico, per la costruzione senza permesso di una palazzina di tre piani, antistante i preesistenti edifici del San Raffaele di Milano, adibita all'accettazione dei pazienti. La prima condanna gli valse cinque mesi di reclusione, con la condizionale, e 50 milioni di lire di multa; la seconda condanna, a motivo della ripresa dei lavori abusivi di costruzione delle mura esterne all'edificio, in barba alla prima condanna, è stata di dieci giorni di reclusione con la condizionale e 600 000 lire di multa. In seguito anche a queste condanne, don Verzé affidò le deleghe operative per la gestione dell'Ospedale San Raffaele al suo socio Mario Cal, vicepresidente della Fondazione, probabilmente al fine di tutelarsi da un'eventuale successiva condanna, che gli sarebbe costata il carcere senza sospensione condizionale della pena.

### Altre inchieste
Inoltre è stato incriminato di truffa aggravata nei confronti della signora Anna Bottero alla quale avrebbe sottratto un appartamento del valore di 30 milioni di lire.
Nel marzo del 1977 Verzé è accusato di istigazione alla corruzione. Tuttavia tra archiviazioni, rinvii a giudizio e prescrizioni, non si arriva ad alcuna sentenza definitiva.
Malgrado questi eventi, la crescita del San Raffaele non si ferma e nel corso degli anni '90 aumenta la sua capacità di ospitare i degenti; tuttavia la magistratura si accorge di qualcosa che non va nell'andamento dei lavori.
Nel 1995 Verzé finisce nuovamente nel mirino della magistratura per presunte irregolarità. Tre anni dopo, il sacerdote è messo sotto attenzione per altri lavori nella stessa area. Le indagini s'infittiscono quando, nel 1999, la procura mette sotto la sua lente cinque professori del San Raffaele.
Nel febbraio 2011 Verzé è prescritto per l'accusa di ricettazione di due quadri del '500 di scuola napoletana. Nel giudizio di appello il sacerdote era stato condannato a 1 anno e 4 mesi di reclusione. La Cassazione respinge le richieste della difesa di assoluzione piena con la motivazione che "il giudice del rinvio ha correttamente fornito un'ampia e consistente giustificazione, spiegando in modo ragionevole che Don Verzé era al corrente della provenienza illecita dei quadri".

## Aspetti controversi

### Discutibile gestione del San Raffaele
Nel 1978, nel corso di un'interrogazione parlamentare, Emma Bonino e Marco Pannella sostennero che quella del San Raffaele, da parte di Verzé, fosse una "gestione mafiosa" e che il denaro pubblico destinato all'ospedale finisse “nelle mani di loschi gruppi di potere clericali che lo utilizzano per attività speculative e clientelari, sulla pelle degli ammalati”.
Nel 2009 lo stesso Verzé rilasciò un'intervista a Wired in cui, raccontando delle perplessità che la Curia di Milano e la Curia Romana nutrivano nei suoi confronti e le preoccupazioni circa un possibile fallimento del San Raffaele, riferì quanto segue «Sono dovuto andare a Roma, ho subito un'ora di interrogatorio davanti a una commissione di monsignori. Hanno sentito le mie ragioni, poi uno di loro mi ha detto: "Lei non deve avere paura del cardinal Montini. Lei deve avere paura solo di una cosa, di fallire! Nel caso le do un consiglio. Il giorno prima del fallimento si compri una pistola e si spari o si butti dalla finestra del quarto piano"».

### Rapporti con Berlusconi e rotte aeree su Milano 2
Le vicende di Verzé si incrociano presto con quelle di Silvio Berlusconi, all'epoca imprenditore e proprietario di Edilnord, dato che il sacerdote aveva acquistato un terreno di 46.000 m² - con l'idea di costruire quello che sarebbe poi diventato il "San Raffaele" - vicino all'area che sarebbe diventata "Milano 2", il complesso residenziale realizzato da Berlusconi.
Il problema di allora era il transito su quell'area degli aerei in partenza dall'aeroporto di Milano-Linate, "così, nel 1971 inoltrarono, assieme, una petizione al Ministro dei trasporti al fine di salvaguardare la tranquillità degli abitanti di Milano 2 e i ricoverati del San Raffaele". Tuttavia la modifica delle rotte, accordata dal Ministero, creò problemi di rumore ai comuni limitrofi; "la questione delle rotte si trascinerà per qualche anno, tra direttive serrate, proteste, irregolarità e comitati antirumore [...] la direttiva Civilavia del 30 agosto 1973, a seguito dell'incontro di marzo scontenta tutti, eccetto, naturalmente, Edilnord e San Raffaele". Il 13 marzo 1973 si incontrano infatti comitati dei cittadini e funzionari del ministero, ma le carte topografiche di riferimento risultano pesantemente manomesse: Pioltello e Segrate rispecchiano la cartografia del 1848 mentre Milano 2, terminata al 25%, risulta completa.

### La vendita del San Raffaele di Roma
Verzé sostenne che, a causa di pressioni del mondo politico e degli ambienti finanziari di Roma, fu «costretto» a vendere l'ospedale «a un prezzo irrisorio» all'imprenditore romano Antonio Angelucci, il quale, soltanto pochi mesi più tardi lo rivendette allo Stato, suscitando scandalo sui media e numerose interrogazioni parlamentari.

### I rapporti con il SISMI
Una serie di collusioni fra Luigi Verzé e un rappresentante del SISMI, Pio Pompa, sono state riscontrate all'interno di un'indagine giudiziaria a carico di quest'ultimo e Nicolò Pollari. Dalle carte risulta che Pompa teneva al corrente Verzé di quanto accadeva in ambito politico ed istituzionale, affinché Verzé stesso potesse ottenere favori per le sue attività imprenditoriali.

## Prese di posizione

### A favore dell'eutanasia
Nel 2006 ha rivelato di aver aiutato a morire un amico medico malato. Secondo Verzé, «Quando a chiederlo è chi vive grazie alle macchine, allora non è eutanasia. È un atto d'amore».

### Ammirazione per Berlusconi, Castro e Gheddafi
Verzé ha dichiarato la sua ammirazione per Fidel Castro ("Grand'uomo. Così prepotente, così simpatico") e per Gheddafi. Di Berlusconi ha ricordato come "Nel '94, al tempo della sua discesa in campo, gli dissi che lui era una benedizione per il Paese, un dono di Dio all'Italia".

## Pubblicazioni
- Un'ala per guarire (con Giancarlo Zizola), Edizioni San Paolo, Alba 1994, 263 pp., ISBN 9788821528927
- La fede si fa opera, Europa Scienze Umane Editrice, Milano 1995, 432 pp., ISBN 9788886270069
- Il carisma del denaro. Una proposta di imprenditoria a servizio dell'amore, Edizioni San Paolo, Alba 1996, 164 pp., ISBN 9788821533310
- Che cosa è l'uomo?, Europa Scienze Umane Editrice, Milano 2000, ISBN 9788886270182
- I due amici profeti, Europa Scienze Umane Editrice, Milano
- Pelle per pelle. L'avventura del San Raffaele raccontata dal suo fondatore (con Giorgio Gandola), Mondadori, Milano 2004, 159 pp., ISBN 9788804531500
- Io e Cristo, Bompiani, Milano 2007, 638 pp., ISBN 9788845258763
- Siamo tutti nella stessa barca (con Carlo Maria Martini), Editrice San Raffaele, Milano 2009, 92 pp., ISBN 9788886270908
- Cristo, il vero riformatore sociale, Editrice San Raffaele, Milano 2009, 258 pp., ISBN 9788886270953